# Redenzione (film 1953)
Redenzione è un film del 1953 diretto da Piero Caserini ed interpretato da Luisa Rossi e Juan de Landa.
Il regista Piero Caserini, ex attore del muto, produttore e aiuto regista durante gli anni Quaranta, esordisce alla regia con questa pellicola che resterà il suo unico film.

## Trama
La giovane pastorella Nicuzza viene sedotta e abbandonata da un giovane conte: la ragazza rimane incinta ma il conte non intende riconoscere il bambino. Nicuzza decide così di vendicarsi e uccide il conte il giorno del suo matrimonio con un'altra nobildonna. Nicuzza viene incarcerata e dà alla luce un bambino che manifesta fin da subito dei problemi alla vista.